# 名神名阪連絡道路
名神名阪連絡道路（めいしんめいはんれんらくどうろ）は、滋賀県東近江市の八日市ICから滋賀県甲賀市を経由し三重県伊賀市の上柘植ICへ至る、計画中の地域高規格道路（自動車専用道路）である。

## 概要
名神高速道路八日市ICから新名神高速道路甲賀土山ICを経て名阪国道上柘植ICへ南北に結ぶ、約30 kmの区間が国によって調査区間に指定されている。名神名阪連絡道路整備促進期成同盟会では、名神高速よりも更に北の国道8号から、名阪国道の南の国道165号まで調査区間を延長するよう要望している 。
この道路は名神・新名神・名阪国道の高速道路や高規格幹線道路を南北に接続し、東西の道路ネットワークの連携によって道路網の機能強化を図る。
長年にわたって目立った動きがみられなかったが、三重県側では甲賀土山-上柘植間の整備区間への格上げを目的とした伊賀地域における交通状況調査が2009年11月から2010年3月まで三重県県土整備部により実施された。調査結果からは、壬生野ICや上柘植ICから滋賀県へ向かう交通量などをもとに道路の必要性や事業効果を算出し、整備推進を働きかけるための資料としている。滋賀県側では八千代エンジニアリングが担当で2021年8月末を目途に道路構造案や交通量推計を踏まえた概略検討業務を取りまとめる予定で、約30 kmの路線を一度で全線にわたって整備することが難しいので優先的に整備する区間を設定する予定。
2021年に新広域道路交通計画における高規格道路に位置付けられたが、2022年1月時点で具体的なルートや費用、着工時期は決められていない。

## 接続高速道路
- E1 名神高速道路（八日市ICで接続 : 調査中）
- E1A 新名神高速道路（甲賀土山ICで接続 : 調査中）
- E25 名阪国道（上柘植ICで接続 : 調査中）

## 歴史
かつては、旧甲賀町を境にびわこ空港自動車道ならびに伊賀甲賀連絡道路として計画路線に指定されていたが、2000年12月20日に統合のうえ路線名が変更された。
- 1998年（平成10年）06月 : 基本計画公示。
- 1999年（平成11年）12月 : 調査区間指定。
- 2021年（令和03年）05月24日 : 起点が蒲生SICから八日市ICに変更[6]。
- 2022年（令和04年）03月25日 : 重要物流道路に指定される。[7]

## インターチェンジなど
- IC番号欄の背景色が■である部分については道路が供用済みの区間を示している。また、施設名欄の背景色が■である部分は施設が供用されていない、完成していないことを示す。
- 未開通区間のJCT/IC名は仮称。

| IC番号 | 施設名     | 接続路線名         | 起点から (km) | 備考   | 所在地 | 所在地   |
| ------ | ---------- | ------------------ | ------------- | ------ | ------ | -------- |
| -      | 八日市IC   | E1 名神高速道路    | -             | 調査中 | 滋賀県 | 東近江市 |
| -      | 甲賀土山IC | E1A 新名神高速道路 | -             | 調査中 | 滋賀県 | 甲賀市   |
| -      | 上柘植IC   | E25 名阪国道       | -             | 調査中 | 三重県 | 伊賀市   |